# Laubhütte

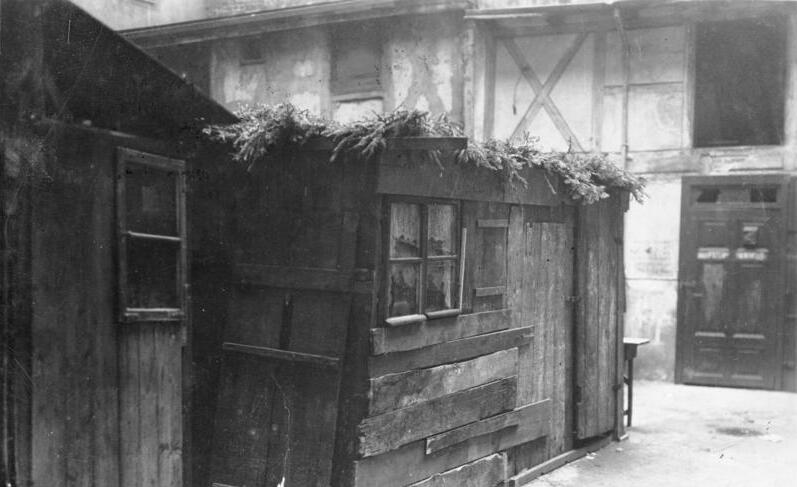
Laubhütten, Berlin, Scheunenviertel, Herbst 1933

Sukka (hebräisch סֻכָּה, Plural  סֻכּוֹת Sukkot), deutsch Laubhütte, ist in der hebräischen Bibel die Bezeichnung für eine aus Ästen, Zweigen, Laub, Stroh und Ähnlichem erstellte Hütte, die üblicherweise nur für eine beschränkte Zeit gebraucht wird. Religiöse Juden errichten jährlich eine Sukka für das siebentägige Laubhüttenfest, das vom 15. bis 21. Tischri, dem siebten Monat des jüdischen Kalenders, im September oder Oktober, zur Zeit der Ernte, gefeiert wird. Während dieser Woche wird, sofern es das Wetter erlaubt, in der Sukka gegessen, manchmal auch übernachtet.

## Geschichte

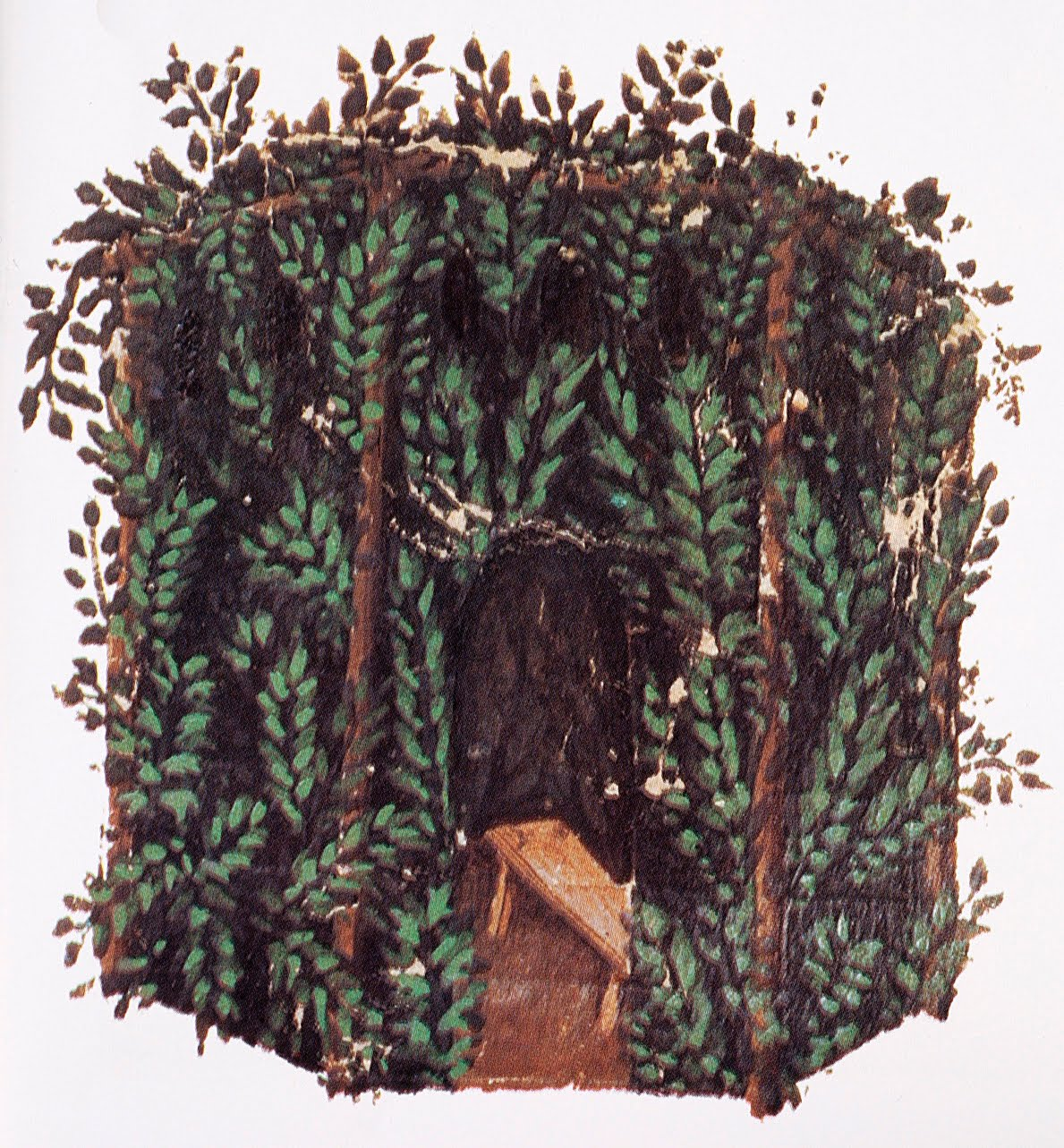
Laubhütte, italienisches Manuskript, 1374

Bei dem in der Bibel vorerst nur als Erntedankfest gefeierten Sukkotfest, wie es im 5. Buch Mose beschrieben wird, sind mit den Laubhütten, so nimmt man an, die schattenspendenden Unterstände auf den Feldern gemeint, wie sie im Vorderen Orient zur Zeit der Ernte auch heute noch anzutreffen sind, in denen wahrscheinlich auch gegessen und gefeiert wurde. Erst später, nach der Rückkehr der Juden aus dem Babylonischen Exil, wurde das Fest zu einem historischen Fest, und das Wohnen in Laubhütten während der Festzeit als Erinnerung an die Wüstenwanderung nach dem Auszug aus Ägypten begründet, obwohl die Israeliten da nicht in Hütten, sondern in Zelten wohnten: „Zum Laubhüttenfest, das nach dem Einbringen der Ernte am 15. Tag des 7. Monats mit einem Ruhetag beginnt und eine Woche später mit einem Ruhetag abschließt, müsst ihr noch beachten: Ihr nehmt am ersten Tag des Festes die schönsten Früchte eurer Bäume, dazu Palmzweige und Zweige von Laubbäumen und Bachweiden und feiert dann sieben Tage lang ein Freudenfest zu Ehren des Herrn, eures Gottes. Jedes Jahr sollt ihr dieses Fest im 7. Monat feiern; diese Anordnung gilt für immer, für alle eure Nachkommen. Alle Leute von Israel im ganzen Land müssen diese sieben Tage in Laubhütten wohnen. Eure Nachkommen in allen künftigen Generationen sollen daran erinnert werden, dass ich, der Herr, das Volk Israel einst auf dem Weg von Ägypten in sein Land in Laubhütten wohnen ließ.“ Zusätzlich erinnert das Wohnen in Laubhütten an die Vergänglichkeit von Erfolg und Reichtum und an die Schutzlosigkeit des Menschen ohne die Hilfe Gottes.

## Vorschriften und Brauchtum

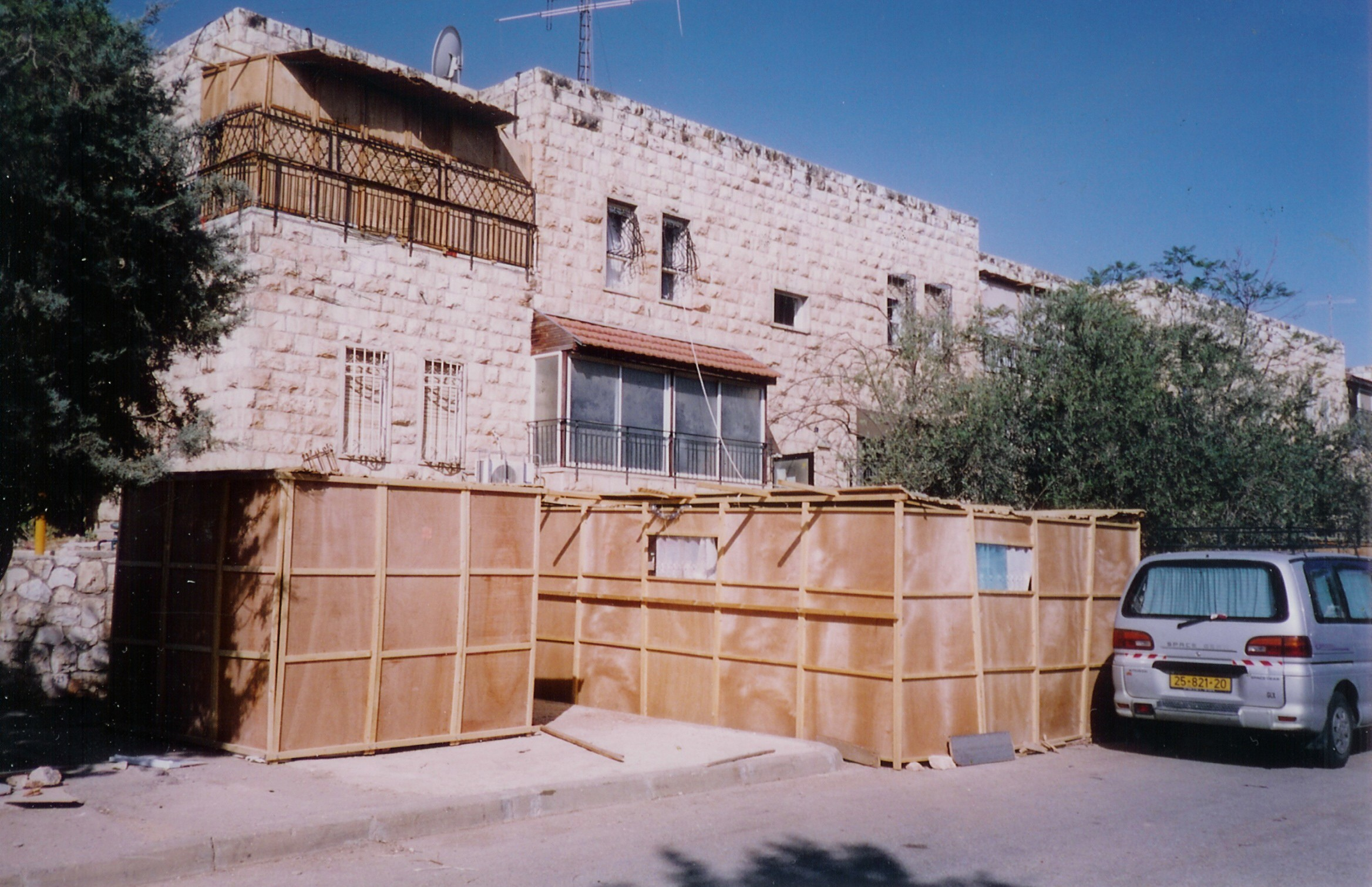
Laubhütten in einer Straße in Jerusalem, 2005

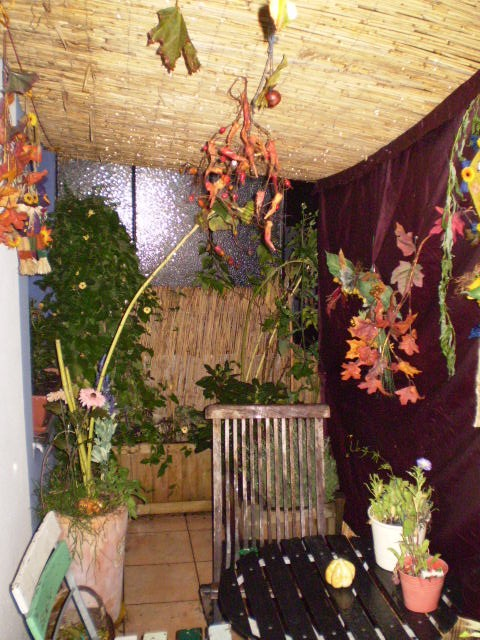
Innenansicht einer Laubhütte auf einem Berliner Balkon, 2010

Mit dem Bau der Laubhütte wird sofort nach dem Ende des Versöhnungstags begonnen. Die Sukka hat nur temporären Charakter, sie muss unter freiem Himmel stehen und ein Dach und mindestens drei Wände haben, die dritte Wand muss jedoch nur eine Handbreit breit sein. Durch das Dach, das aus pflanzlichem Material wie Zweigen, Stroh, Schilfrohr, Laub usw. besteht, müssen nachts die Sterne zu sehen sein. Die Wände können aus beliebigem Material sein, ihre Höhen betragen mindestens ~ 80 cm und höchstens ~ 9 m. Das Innere der Sukka muss eine Länge und Breite von je mindestens ~ 55 cm (7 Tefachim, wobei 1 Tefach (ṭĕp̄aḥ) 9,28 oder 7,84 cm entspricht) aufweisen.
Sie wird im Innern reich geschmückt, im Allgemeinen mit den sieben Arten (schiw'at haminim), mit denen das Land Israel gesegnet ist, nämlich:  Weizen, Gerste, Weinstock, Feige, Granatapfel, Öl (= Oliven) und Honig. Hinzu kommen weitere Früchte, bunte Tücher, verschiedene Dekorationen aus Papier, Verse, die sich auf das Fest beziehen, Bilder, besonders auch diejenigen der Uschpisin und anderes mehr.
Es ist Vorschrift, am ersten Abend des Festes etwas – mindestens von der Größe einer Olive – in der Sukka zu essen. Bei schlechtem Wetter sollte man sich nicht in der Sukka aufhalten, es gibt jedoch sehr streng religiöse Juden, die ihre Sukka sogar beheizen, um auch bei schlechtem Wetter in ihr wohnen zu können. Frauen sind nach orthodoxer Auffassung vom Gebot, in der Laubhütte zu wohnen, befreit, ebenso Kinder und Personen, die aus gesundheitlichen Gründen nicht im Freien schlafen können.
Nach einem aus der kabbalistischen Lehre stammenden Brauch laden manche Juden symbolisch jeden Tag eine der wichtigsten Gestalten der Bibel als spirituellen Gast in ihre Sukka ein. Diese sieben unsichtbaren „Gäste“, die Uschpisin (אֻשְׁפִּיזִין, aramäisch von lateinisch hospes), sind: Abraham, Isaak, Jakob, Josef, Moses, Aaron und David. Im Reformjudentum werden auch weibliche biblische Figuren, Uschpitsot (hebräisch, aramäisch Uschpitsan) eingeladen. Gleichzeitig müssen aber auch Gäste aus Fleisch und Blut eingeladen werden, dabei sollte man sich besonders um die Einsamen, die Obdachlosen und die Armen kümmern, die keine eigene Laubhütte errichten können. Auch die jüdischen Gemeinden erstellen meist eine Gemeindesukka für diejenigen, die keine eigene Sukka haben.

## Verschiedenes
Der vom Architekten Daniel Libeskind erbaute Glashof des jüdischen Museums Berlin wird oft als „Laubhütte“ bezeichnet.